# Llandough Castle
Llandough Castle är ett slott i Storbritannien.   Det ligger i kommunen Vale of Glamorgan och riksdelen Wales, i den södra delen av landet, 230 km väster om huvudstaden London. Llandough Castle ligger 48 meter över havet.
Terrängen runt Llandough Castle är platt, och sluttar söderut.  Närmaste större samhälle är Cardiff, 18,9 km öster om Llandough Castle. 